# Gricignano di Aversa
Gricignano di Aversa là một đô thị ở tỉnh Caserta trong vùng Campania của Ý, có vị trí cách khoảng 15 km về phía bắc của Napoli và khoảng 13 km về phía tây nam của Caserta. Tại thời điểm ngày 31 tháng 12 năm 2004, đô thị này có dân số 9.221 người và diện tích là 9,8 km².
Gricignano di Aversa giáp các đô thị: Aversa, Carinaro, Cesa, Marcianise, Succivo.